# Llansantffraid-ym-Mechain
Llansantffraid-ym-Mechain är en by i Powys i Wales. Byn är belägen 144,1 km 
från Cardiff. Orten har 768 invånare (2016).